# ژانگ یائوکون
ژانگ یائوکون (انگلیسی: Zhang Yaokun؛ زادهٔ ۱۷ آوریل ۱۹۸۱) بازیکن فوتبال اهل چین بود.
از باشگاه‌هایی که در آن بازی کرده است می‌توان به باشگاه فوتبال دالیان هایچانگ، باشگاه فوتبال شفیلد یونایتد، و باشگاه فوتبال گوانگ‌ژو سیتی اشاره کرد.
وی همچنین در تیم ملی فوتبال چین بازی کرده است.